# Afronychus cliffortiae
Afronychus cliffortiae är en spindeldjursart som beskrevs av Meyer 1979. Afronychus cliffortiae ingår i släktet Afronychus och familjen Tenuipalpidae. Inga underarter finns listade i Catalogue of Life.